# Japan Professional Bowling Association
Il Japan Professional Bowling Association (日本プロボウリング協会?, Nippon Puro Bōringu Kyōkai), conosciuto anche come JPBA, è la maggior organizzazione professionale di bowling presente in Giappone. È stato fondato da Masaaki Ishikawa (石川雅章?, Ishikawa Masaaki) il 27 gennaio 1967. La sede principale è a Tokyo e l'attuale presidente della JPBA è Hideki Matsuda (松田 秀樹?). L'organizzazione, i tornei e le varie funzioni sono sia per gli atleti maschili che quelli femminili.
Il Japan Ladies Bowling Club è una sotto-organizzazione all'interno del sistema JPBA e sponsorizza tornei per donne. Il JLBC è stato fondato da Ritsuko Nakayama e Kayoko Suda.

## Pro test
Il bowling professionale in Giappone è una professione concessa in licenza, molto simile a passare l'esame per diventare avvocati o ottenere un CPA per diventare un ragioniere. Per diventare un professionista di bowling autorizzato, il candidato deve passare una serie di esami di abilità, denominati "pro test".
Il candidato deve richiedere la prova pro. L'applicazione è disponibile sul sito web JPBA. I candidati devono avere minimo 16 anni e hanno bisogno di due riferimenti da attivi probowlers (almeno 30 partite all'anno) che soddisfino il requisito medio di 190 (180 per le donne) e sono stati nella JPBA per almeno cinque anni. Una volta accettata l'applicazione e pagata la tassa di iscrizione di 100.000 ¥, il candidato verrà assegnato un numero e poi aggiunto al programma di prova pro. Il test pro è tenuto contemporaneamente in due regioni del Giappone: ovest e est. La regione è determinata sulla base della prefettura di casa del candidato.
Il pro test è tenuto ogni aprile fino a maggio ed è suddiviso in tre parti: primo esame, secondo esame e terzo esame. Il primo e il secondo esame sono per testare le abilità di bowling del candidato. Ciascuno dei due esami è costituito da quattro giorni a 15 partite (12 partite per donne) al giorno. Tutti i candidati partecipano al primo esame, che si svolge localmente sia in Oriente che in Occidente. Nel primo esame, il candidato deve mantenere una media di 190 (180 per le donne) per le prime 30 partite (24 partite per le donne) per poter continuare fino al terzo e al quarto giorno. Il candidato ha quindi bisogno di una media di 200 (190 donne) per le prime primi 60 giochipartite (48 partite per le donne) per poter passare al secondo esame. Il secondo esame si svolge sia in Giappone occidentale che in quello orientale e richiede ai bowler di viaggiare. Al termine del secondo esame, Il candidato ha bisogno di mantenere una media di 200 per 120 partite (96 partite una media di 190 per le donne) al fine di poter passare al terzo esame.
Il terzo esame è un esame scritto e un'intervista, dove il candidato dimostra la conoscenza del bowling e della procedura. Le domande vengono valutate e il candidato deve passare con un punteggio di 60 o superiore.
Una volta che tutti gli esami sono completati con successo, il candidato riceve la sua licenza professionale di bowling. L'ingresso nell'associazione richiede un pagamento di 50.000 ¥, mentre le quote annuali sono di 70.000 ¥

## Emblema
Tutti i professionisti appartenenti alla JPBA devono indossare l'emblema JPBA sulle loro camicie da bowling quando fanno apparizioni pubbliche. L'emblema è altamente considerato in Giappone come simbolo del bowling professistico. L'emblema è stato utilizzato come props in drammi televisivi giapponesi come Beautiful Challenger (1971) e Golden Bowl (2002).
L'emblema mostra la classificazione di un professionista. Ci sono due varietà dell'emblema. Tutti i nuovi membri ricevono la patch di licenza di General Class (通常 ワ ッ ペ ン). Prima del 2008, se un membro ha raggiunto la media di 200 o più per 200 partite in competizione (190 o meglio per 200 partite per professionisti delle donne) per cinque anni di fila, riceve una versione dorata dell'insegna, denominata la patch di licenza permanente della classe A (永久Ａ級ライセンスワッペン). Dal 2008 la media richiesta è stata aumentata a 210 per gli uomini e 200 per le donne. Nel 2011, i professionisti che vengono riconosciuti come "seeded" (top 48 per gli uomini e top 18 per le donne in classifica o attraverso tornei che garantiscono un ancoraggio per le semenze) per cinque anni consecutivi possono rientrare nella classe A. A partire dal 2013, 97 uomini e 90 donne sono classificati come professionisti della classe A.

## Tornei ufficiali
- ROUND1 Japan Cup - JPBA and PBA sanctioned annual event.
- ABS Japan Open Bowling Championship
- HANDA CUP All Japan Women's Pro Bowling Championship
- HANDA CUP Philanthropy
- MK Charity Cup
- Hiroshima Open Bowling Tournament
- JLBC PRINCE CUP (women)
- ROUND1 Cup Ladies (women)
- Miyazaki Pro-Am (women)
- Kansai Open (women)
- JFE Chiba Cup Women's Open (women)

## Eventi JPBA
- Bowling Revolution P-League: Torneo per professioniste selezionate (femmine)
- I membri selezionati per la P-League partecipano anche allo show televisivo Honoo-no Taiiku-kai TV (炎の体育会TV)

## Membri famosi nella JPBA
Al 1º luglio 2013, i membri della JPBA sono 1.119, di cui 810 maschi 309 femmine e 11 maestri professionisti.
Maschi
- Hiroto Kimura
- Isao Yamamoto
- Masayuki Koyama
- Nobuaki Takahashi
- Park Jong-soo
- Ryōta Ichihara
- Takeo Sakai
- Shigenori Sakata
- Shōta Kawazoe
- Yoshiki Ōsawa
- Subaru Nagano

Femmine
- Aino Kinjō
- Aki Nawa
- Akiko Tanigawa
- Ayumi Kobayashi
- Hiromi Matsunaga
- Katsuko Sugimoto (due-volte campionessa USBC, 1981 e 1982)
- Kazue Inahashi (USBC Queens champion, 1984)
- Masami Abe
- Masami Hasegawa
- Mayumi Yoshida
- Mika Sakai
- Mika Satō
- Miki Nishimura
- Nachimi Itakura (37° nell'AMF World Cup women's champion)
- Reika Sakai
- Risa Suzuki
- Ritsuko Nakayama
- Sanae Mori
- Shinobu Saitō (Campionessa dell'US Women's Open Champion, 1982)
- Suzuna Miyagi
- Urara Himeji
- Wendy Macpherson
- Yachiyo Katō
- Yuki Yamamoto
- Yukie Koyama
- Yūko Nakatani
- Yurika Ōyama

## Curiosità
- È stato prodotto un gioco per la PlayStation dal titolo King of Bowling 2, dove il giocatore utilizza uno dei personaggi che realmente fanno parte di questa organizzazione di bowling.